# HG 85手榴彈
HG 85手榴彈（德語：Hand Granate M1985）是一款為瑞士軍方設計的圓形破片手榴彈，至今依然在瑞士服役，主要由瑞士RUAG公司生產。

## 概述
由於HG 85的引信以及裝藥經過特殊設計，這款手榴彈被認為相當安全。HG 85是瑞士陸軍的內部型號，主要用於取代第二次世界大戰中使用的HG 43手榴彈。

## 衍生型號

### L109
L109是英國軍方賦予HG 85的名稱。L109與HG 85最大的不同是它有一個特殊的安全夾，與美國的M67手榴彈上的安全夾相似。L109呈深綠色，並有黃色的字體印於彈體上；其表面粗糙，類似於砂紙表面。這款手榴彈主要用於都會作戰、清理戰壕以及叢林作戰等情形。L109對10公尺（約33英呎）內無防護的步兵相當有效，對有防護的步兵單位則於5公尺（約16英呎）內有效。L109內含有155公克的高爆炸藥。一旦拔除安全插銷，手榴彈便進入待發狀態，引信延遲約3至4秒；然而，只要握住安全握把，使之保持於原位，手榴彈就不會爆炸 （理論上只要持續握住安全握把，即便安全插銷已被拔除，手榴彈依舊不會爆炸，並可以隨時將安全插銷插回以回復儲存狀態）。

### L110
L110（演習用手榴彈）是無裝藥（手榴彈內不含炸藥）版本的L109。它的尺寸、重量以及形狀皆與L109一模一樣，主要用於投擲訓練。訓練用的L110與實戰用的L109可以輕易地被區分出來；L110是深藍色的，而L109則是綠色的。

### Nr300
Nr300是荷蘭版本的HG 85。它基本上與L109是相同的。

## 主要用戶
HG 85於1985年進入瑞士軍隊服役，它也被其他歐洲國家陸軍採用。另外，中東以及遠東國家的軍隊亦有少量採用這款手榴彈。
- 立陶宛
- 荷蘭
- 瑞士
- 乌克兰
- 英国

## 註記
奧地利有另一款HG 85，它與瑞士的HG 85設計細節不盡相同，而且採用塑膠製彈體。